# Lažánky

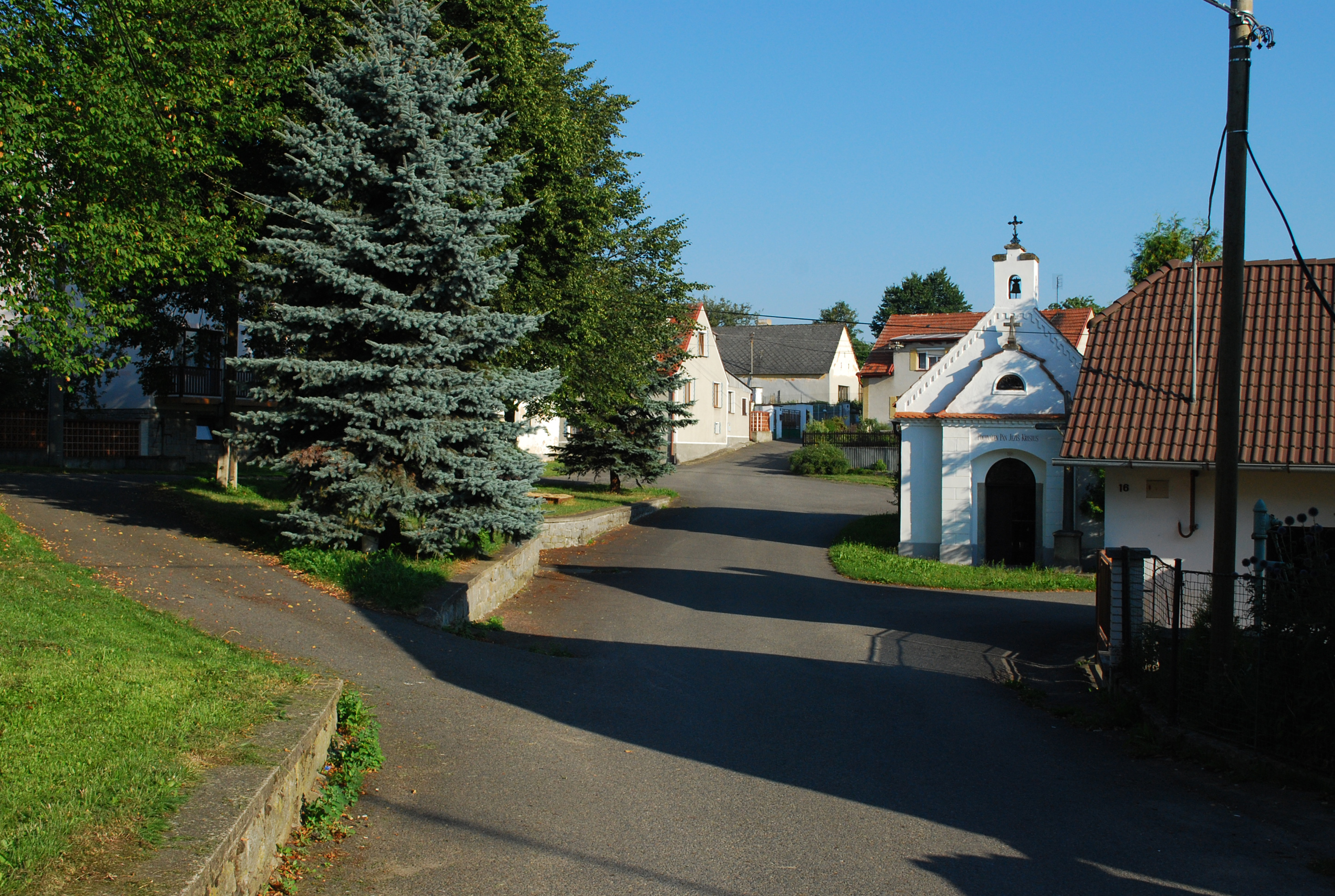
Dorfplatz mit Kapelle

Lažánky [ˈlaʒaːnkɪ] (deutsch Laschanek, 1939–1945 Klein Laschan) ist eine Gemeinde in Tschechien. Sie liegt fünf Kilometer südwestlich von Blatná in Südböhmen und gehört zum Okres Strakonice.

## Geographie

### Geographische Lage
Lažánky liegt im Hügelland Blatenská pahorkatina auf einer Anhöhe zwischen den Bächen Zábořský potok und Blatenka. Das als Rundling angelegte Dorf wird von zahlreichen Teichen umgeben, von denen die Velká Kuš, die Malá Kuš, der Nadýmač, der Starý rybník, der Nové Lažánky und der Velký Ostrý rybník die größten sind. Südlich erhebt sich der Holý vrch (571 m).

### Gemeindegliederung
Für die Gemeinde Lažánky sind keine Ortsteile ausgewiesen. Zu Lažánky gehören die Ferienhaussiedlungen Lomec und Ostrý.

### Nachbargemeinden
Nachbarorte sind Mračov, Lomec und Ostrý im Norden, Lhotka und Blatenka im Nordosten, Mačkov, Jindřichovice und Rošice im Osten, Čekanice, Samota, Chvalov und Milčice im Südosten, Bratronice im Süden, Záboří und Čečelovice im Südwesten, Lnářský Málkov im Westen sowie Kadov, Vrbno und Pod Kuší im Nordwesten.

## Geschichte
Der Ort entstand als Rodesiedlung inmitten eines Waldgebietes, der Ortsname leitet sich vom Laßraum ab. 1228 wurde das Gut Záboří als Besitz des Klosters St. Georg auf der Prager Burg. Dieses verkaufte es wegen der weiten Entfernung 1305 an einen Kolda. Da Lažánky dabei nicht erwähnt wurde, ist anzunehmen, dass das Dorf zu dieser Zeit noch nicht bestanden hat.
Die erste urkundliche Erwähnung von Lažánky erfolgte erst im Jahre 1405. Im 15. Jahrhundert wurde das Gut Záboří an die Feste Kadow angeschlossen. In der zweiten Hälfte des 16. Jahrhunderts erwarb der Hauptmann des Prachiner Kreises Johann d. Ä. Hořitzky von Prosty, der auch Besitzer der Güter Bratronice, Pole und Bezdiekau war, Kadow und Záboří. Im Jahre 1636 entstand in Záboří ein Schulhaus für eingepfarrten Dörfer. Zu den nachfolgenden Besitzern gehörte zwischen 1636 und 1649 Albrecht Beneda von Nectin. Dieser setzte seine Frau Anna Maria geborene Wratislaw von Mitrowitz und die Söhne des Nikolaus Alesch von Zrzawa gemeinschaftlich als Erben in. Diese trennten Záboří wieder von Kadov ab und verkauften das Gut mit den Mühlen Kuš, Blatenka und Lhotka am 19. Mai 1662 an Alesch Ferdinand Wratislaw von Mitrowitz, der es an seine Herrschaft Schlüsselburg anschloss. Bei der Einführung der Hausnummern im Jahre 1770 wurden in dem 16 Häuser gezählt. Im Jahre 1840 bestand Laschanek / Lažanek aus 23 Häusern mit 155 Einwohnern. Pfarr- und Schulort war Zaboř. Das Dorf war bis zum Beginn des 19. Jahrhunderts vollständig durch Wald umschlossen und hatte nur sehr geringe landwirtschaftliche Nutzflächen. Bis zur Mitte des 19. Jahrhunderts blieb Laschanek der Herrschaft Schlüsselburg untertänig.
Nach der Aufhebung der Patrimonialherrschaften bildete Lažánky/Laschanek ab 1850 eine Gemeinde in der Bezirkshauptmannschaft und dem Gerichtsbezirk Blatná. Die Freiwillige Feuerwehr gründete sich 1888. Im Jahre 1910 bestand Lažánky aus 36 Häusern, in denen ca. 200 Personen lebten. Nach der Aufhebung des Okres Blatná wurde die Gemeinde 1960 dem Okres Strakonice zugeordnet. 1961 wurde Lažánky nach Blatenka eingemeindet. Im Zuge der Auflösung der Gemeinde Blatenka wurde Lažánky am 1. April 1976 nach Záboří umgemeindet. Nach einem Referendum löste sich Lažánky am 24. November 1990 wieder von Záboří los und bildete eine eigene Gemeinde. Lažánky besteht heute aus 84 Häusern. Größter Betrieb ist die Agrargenossenschaft.

## Kultur und Sehenswürdigkeiten
- Kapelle der Jungfrau Maria von Strašín auf dem Dorfplatz, erbaut 1884
- Denkmal für die Gefallenen des Ersten Weltkrieges, errichtet 1928